# Paul Siemen

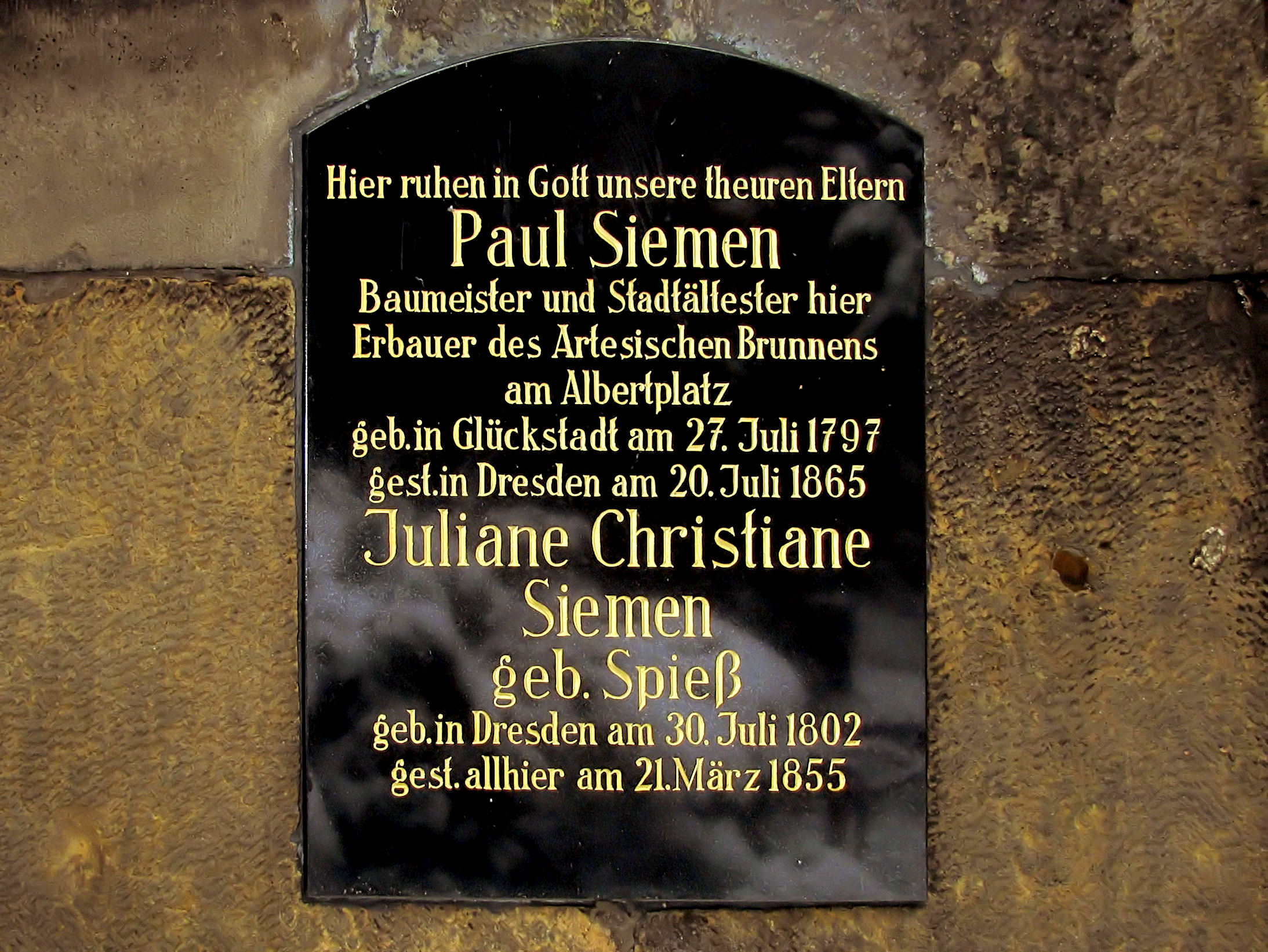
Grabmal von Paul Siemen

Paul Siemen (* 27. Juli 1797 in Glückstadt; † 20. Juli 1865 in Dresden) war ein Dresdner Stadtrat, Stadtältester, Baumeister und Ratszimmermeister.
Im Jahr 1831 ersteigerte Siemen das zu diesem Zeitpunkt verwahrloste Schloss Übigau als Dresdner Ratszimmermeister. Er renovierte das Schloss, erweiterte die Anlage um verschiedene Baulichkeiten und ersetzte die Orangerie durch Wirtschaftsgebäude. 1836 wurde das Schloss von der Maschinenbauanstalt Übigau erworben.
Als Zimmermannsmeister ließ er 1836 eine Bohrung durchführen, um die Trinkwasserversorgung für Dresden-Neustadt zu verbessern. Die Bohrtiefe betrug 243,5 m. Er baute das alte Quellhaus des Artesischen Brunnens auf dem Albertplatz in Dresden. Eine Gedenktafel neben dem Hochhaus am Albertplatz erinnert an den Erbauer.
Zu einem nicht genannten Zeitpunkt veräußerte ein Advokat Dietrich das Berggasthaus „Zum Pfeiffer“ in Wahnsdorf an den Stadtrat Siemen, welcher es 1854 an den Wahnsdorfer J. G. Rahrisch verkaufte.
Siemen starb 1865 in Dresden. Sein Grab befindet sich auf dem Inneren Neustädter Friedhof.